# Lathys sylvania
Lathys sylvania là một loài nhện trong họ Dictynidae.
Loài này thuộc chi Lathys. Lathys sylvania được Ralph Vary Chamberlin & Willis J. Gertsch miêu tả năm 1958.